# نيكولاس جورج
نيكولاس جورج (29 فبراير 1972 في المملكة المتحدة - ) (بالإنجليزية: Nicholas George)‏ هو لاعب كريكت بريطاني. لعب مع Cornwall County Cricket Club ‏.